# سوساکنت
سوساکنت (به لاتین: Susakent) یک منطقهٔ مسکونی در روسیه است که در شهرستان لواشینسکی واقع شده‌است.